# 115 (număr)
115 (o sută cincisprezece) este numărul natural care urmează după 114 și precede pe 116 într-un șir crescător de numere naturale.

## În matematică
115:
- Este un număr semiprim.[1][2]
- Suma divizorilor săi este un pătrat:[3]

{\displaystyle \sigma (115)=1+5+23+115=144=12^{2}}
- Există 115 arbori cu exact 9 noduri.[4]
- Există 115 moduri de a plasa șase turnuri pe o tablă de șah de 6 × 6 astfel încât să nu se amenințe unul pe altul.[5]
- Este numărul soluțiilor la plierea unei benzi⁠(d) de 7 timbre.[6]
- Este un Număr piramidal heptagonal (de forma n(n + 1)(5n –2)/6 ).[7]
- Al 115-lea număr Woodall⁠(d),[8]

{\displaystyle 115\cdot 2^{115}-1=4\;776\;913\;109\;852\;041\;418\;248\;056\;622\;882\;488\;319,}
este un număr prim.

## În știință
- Este numărul atomic al moscoviului.

### În astronomie
- Obiectul NGC 115 din New General Catalogue este o galaxie spirală cu o magnitudine 12,9 în constelația Sculptorul.
- 115 Thyra este un asteroid din centura principală.

## În alte domenii
115 se poate referi la:
- Numărul de apel de urgență în Italia,[10] Mauritius,[11] și numărul de apel de urgență medical în Vietnam.[12]